# Slovenský fotbalový pohár

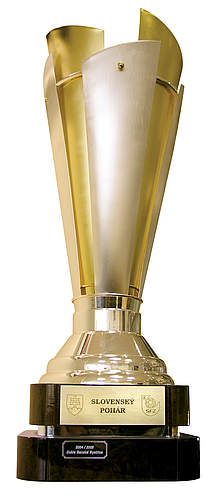
Slovenský pohár

Slovenský fotbalový pohár (od čtvrtfinále ročníku 2011/12 nese oficiální název dle sponzora Slovnaft Cup) je slovenská pohárová vyřazovací soutěž v kopané. Pořadatelem je Slovenský fotbalový svaz. Tato soutěž měla své různé obdoby i v dobách minulých, kdy se konala pod různými názvy, například Pohár dobročinnosti (1906–1916), Spartakiádní pohár (1960), nebo Československý pohár (1961–1993). Po rozdělení Československa v roce 1993 se již hraje jako samostatná soutěž s názvem Slovenský pohár.
Vítěz slovenského poháru se kvalifikoval do Poháru UEFA, později přeměněného v Evropskou ligu UEFA.

## Československý pohár (1950–1960)
| Ročník  | Vítězný tým            | Výsledek | Finalista               |
| ------- | ---------------------- | -------- | ----------------------- |
| 1950/51 | Kovosmalt Trnava       | 1–0      | Armaturka Ústí n. Labem |
| 1951/52 | ATK Praha †            | 4–3      | Sokol Hradec Králové    |
|         |                        |          |                         |
| 1955    | Slovan Bratislava      | 2–0      | ÚDA Praha               |
| 1959/60 | TJ Rudá hvězda Brno †± | 3–1      | Dynamo Praha            |

- Poznámky: † v Československém poháru zvítězilo české mužstvo. ± TJ Rudá hvězda Brno získala jako první právo zastupovat Československo v Poháru vítězů pohárů v sezoně 1960/61. Číslo v závorce udává, o kolikátý pohár se jedná, není-li, jedná se o premiérového vítězství.

## Československý a Slovenský pohár (1960–1993)

### Přehled finálových utkání
Zdroj: 
| Československý pohár (1960–1993) | Československý pohár (1960–1993) | Československý pohár (1960–1993) | Československý pohár (1960–1993) |                         | Slovenský pohár (1969–1993) | Slovenský pohár (1969–1993) | Slovenský pohár (1969–1993) |
| Ročník                           | Vítězný tým                      | Výsledek                         | Finalista                        |                         | Vítězný tým                 | Výsledek                    | Finalista                   |
| -------------------------------- | -------------------------------- | -------------------------------- | -------------------------------- | ----------------------- | --------------------------- | --------------------------- | --------------------------- |
| 1960/61                          | Dukla Praha (2) †                | 3–0                              | DSO Dynamo Žilina                | DSO Dynamo Žilina *     | 1–1 1                       | Lokomotíva Košice           |                             |
| 1961/62                          | Slovan Bratislava (2)            | 1–1, opak. 4–3                   | Dukla Praha                      |                         |                             |                             |                             |
| 1962/63                          | Slovan Bratislava (3)            | 0–0, opak. 9–0                   | Dynamo Praha                     |                         |                             |                             |                             |
| 1963/64                          | Spartak Praha Sokolovo †         | 4–1                              | VSS Košice                       |                         |                             |                             |                             |
| 1964/65                          | Dukla Praha (3) †                | 0–0 (5–3 pen.)                   | Slovan Bratislava                |                         |                             |                             |                             |
| 1965/66                          | Dukla Praha (4) †                | 2–1, 4–0                         | Tatran Prešov                    |                         |                             |                             |                             |
| 1966/67                          | Spartak Trnava (2)               | 2–4, 2–0 (5–4 pen.)              | Sparta ČKD Praha                 |                         |                             |                             |                             |
| 1967/68                          | Slovan Bratislava (4)            | 0–1, 2–0                         | Dukla Praha                      |                         |                             |                             |                             |
| 1968/69                          | Dukla Praha (5) †                | 1–1, 1–0                         | VCHZ Pardubice                   |                         |                             |                             |                             |
| 1969/70                          | TJ Gottwaldov †                  | 3–3, 0–0 (4–3 pen.)              | Slovan Bratislava                | Slovan Bratislava       | 2–2, 1–0                    | Dukla Banská Bystrica       |                             |
| 1970/71                          | Spartak Trnava (3)               | 2–1, 5–1                         | TJ Škoda Plzeň                   | Spartak Trnava ±        | 2–0, 0–1                    | Slovan Bratislava           |                             |
| 1971/72                          | Sparta ČKD Praha (2) †           | 0–1, 4–3 (4–3 pen.)              | Slovan Bratislava                | Slovan Bratislava (2)   | 1–2, 4–1                    | Spartak Trnava              |                             |
| 1972/73                          | FC Baník Ostrava †               | 1–2, 3–1                         | VSS Košice                       | VSS Košice              | 3–0, 3–3                    | Tatran Prešov               |                             |
| 1973/74                          | Slovan Bratislava (5)            | 0–1, 1–0 (4–3 pen.)              | Slavia IPS Praha                 | Slovan Bratislava (3) ± | 0–0, 2–2 2                  | Spartak Trnava              |                             |
| 1974/75                          | Spartak Trnava (4)               | 3–1, 1–0                         | Sparta ČKD Praha                 | Spartak Trnava (2) ±    | 2–0, 1–2                    | AC Nitra                    |                             |
| 1975/76                          | Sparta ČKD Praha (3) †           | 3–2, 1–0                         | Slovan Bratislava                | Slovan Bratislava (4)   | 0–0, 2–1                    | Inter Bratislava            |                             |
| 1976/77                          | Lokomotíva Košice                | 2–1                              | Sklo Union Teplice               | Lokomotíva Košice ±     | 0–2, 4–0                    | ZVL Žilina                  |                             |
| 1977/78                          | FC Baník Ostrava (2) †           | 1–0                              | Jednota Trenčín                  | Jednota Trenčín         | 1–0, 3–1                    | Slovan Bratislava           |                             |
| 1978/79                          | Lokomotíva Košice (2)            | 2–1                              | FC Baník Ostrava                 | Lokomotíva Košice (2) ± | 2–2, 3–0                    | Inter Bratislava            |                             |
| 1979/80                          | Sparta ČKD Praha (4) †           | 2–0                              | ZŤS Košice                       | ZŤS Košice (2)          | 2–4, 5–0                    | ZVL Žilina                  |                             |
| 1980/81                          | Dukla Praha (6) †                | 4–1                              | Dukla Banská Bystrica            | Dukla Banská Bystrica   | 1–1, 1–0                    | ZŤS Košice                  |                             |
| 1981/82                          | Slovan Bratislava (6)            | 0–0 (4–2 pen.)                   | Bohemians Praha                  | Slovan Bratislava (5) ± | 3–1, 0–0                    | ZŤS Petržalka               |                             |
| 1982/83                          | Dukla Praha (7) †                | 2–1                              | Slovan Bratislava                | Slovan Bratislava (6)   | 0–0, 1–1 (v)                | Plastika Nitra              |                             |
| 1983/84                          | Sparta ČKD Praha (5) †           | 4–2                              | Inter Bratislava                 | Inter Bratislava        | 2–0, 1–0                    | Dukla Banská Bystrica       |                             |
| 1984/85                          | Dukla Praha (8) †                | 3–2                              | Lokomotíva Košice                | Lokomotíva Košice (3)   | 1–1, 1–0                    | Tatran Prešov               |                             |
| 1985/86                          | Spartak Trnava (5)               | 1–1 (4–3 pen.)                   | Sparta ČKD Praha                 | Spartak Trnava (3) ±    | 1–0                         | ZVL Žilina                  |                             |
| 1986/87                          | DAC Dunajská Streda              | 0–0 (3–2 pen.)                   | Sparta ČKD Praha                 | DAC Dunajská Streda ±   | 0–0 (6–5 pen.)              | Plastika Nitra              |                             |
| 1987/88                          | Sparta ČKD Praha (6) †           | 2–0                              | Inter Bratislava                 | Inter Bratislava (2)    | 1–0                         | Spartak Trnava              |                             |
| 1988/89                          | Sparta ČKD Praha (7) †           | 3–0                              | Slovan Bratislava                | Slovan Bratislava (7)   | 2–1                         | ZVL Považská Bystrica       |                             |
| 1989/90                          | Dukla Praha (9) †                | 1–1 (5–4 pen.)                   | Inter Bratislava                 | Inter Bratislava (3)    | 6–0                         | ZVL Žilina                  |                             |
| 1990/91                          | FC Baník Ostrava (3) †           | 6–1                              | Spartak Trnava                   | Spartak Trnava (4)      | 1–0                         | FC Nitra                    |                             |
| 1991/92                          | AC Sparta Praha (8) †            | 2–1                              | Tatran Prešov                    | Tatran Prešov           | 2–0                         | Lokomotíva Košice           |                             |
| 1992/93                          | 1. FC Košice                     | 5–1                              | AC Sparta Praha                  | 1. FC Košice (3) ±      | 0–0 (5–4 pen.)              | DAC Dunajská Streda         |                             |

- Poznámky:

† v Československém poháru zvítězilo české mužstvo.
± Vítěz Slovenského poháru zvítězil i v Československém poháru.
* Konala se národní kvalifikace, Slovenský pohár se neuděloval. Číslo v závorce udává, o kolikátý pohár se jedná, není-li, jedná se o premiérové vítězství.
- 1 Odvetné utkání se nehrálo, Žilina postoupila losem.
- 2 Slovan Bratislava zvítězil 6–5 na penalty.

### Seznam vítězů Československého poháru 1950–1993
- Celkem se odehrálo 37 soutěžních ročníků, včetně let 1951, 1952, 1955 a 1960, označených hvězdičkou.
- V tabulce je uveden tradiční název klubu. Např. Spartak Praha Sokolovo či Sparta ČKD Praha jako AC Sparta Praha.

| Vítězové Československého poháru 1950–1993 | Vítězové Československého poháru 1950–1993 | Vítězové Československého poháru 1950–1993 | Vítězové Československého poháru 1950–1993                                       |
| ------------------------------------------ | ------------------------------------------ | ------------------------------------------ | -------------------------------------------------------------------------------- |
| Klub                                       | Tituly                                     | Finalista                                  | Vítězné ročníky                                                                  |
| Dukla Praha                                | 9                                          | 3                                          | 1951/52*, 1960/61, 1964/65, 1965/66, 1968/69, 1980/81, 1982/83, 1984/85, 1989/90 |
| AC Sparta Praha                            | 8                                          | 5                                          | 1963/64, 1971/72, 1975/76, 1979/80, 1983/84, 1987/88, 1988/89, 1991/92           |
| ŠK Slovan Bratislava                       | 6                                          | 6                                          | 1955*, 1961/62, 1962/63, 1967/68, 1973/74, 1981/82                               |
| FC Spartak Trnava                          | 5                                          | 1                                          | 1950/51*, 1966/67, 1970/71, 1974/75, 1985/86                                     |
| FC Baník Ostrava                           | 3                                          | 1                                          | 1972/73, 1977/78, 1990/91                                                        |
| FC Lokomotíva Košice                       | 2                                          | 1                                          | 1976/77, 1978/79                                                                 |
| FC Zbrojovka Brno                          | 1                                          | —                                          | 1959/60*                                                                         |
| FC Fastav Zlín (TJ Gottwaldov)             | 1                                          | —                                          | 1969/70                                                                          |
| DAC Dunajská Streda                        | 1                                          | —                                          | 1986/87                                                                          |
| 1. FC Košice                               | 1                                          | 3                                          | 1992/93                                                                          |

- Finálové účasti týmů, které nikdy nevyhrály: SK Slavia Praha (3), FK Inter Bratislava (3), 1. FC Tatran Prešov (2), FK Ústí nad Labem, FC Hradec Králové, MŠK Žilina, SK Pardubice, FC Viktoria Plzeň, FK Teplice, Jednota Trenčín, FK Dukla Banská Bystrica, Bohemians Praha 1905

## Slovenský pohár (od roku 1993)

### Přehled finálových utkání
Zdroj: 
| Ročník    | Vítězný tým                  | Výsledek       | Finalista                         | Ref.   |
| --------- | ---------------------------- | -------------- | --------------------------------- | ------ |
| 1993/1994 | ŠK Slovan Bratislava (8)     | 2–1            | 1. FC Tatran Prešov               |        |
| 1994/1995 | FK Inter Bratislava (4)      | 1–1 (3–1 pen.) | 1. FC DAC – Gemer Dunajská Streda |        |
| 1995/1996 | FC Chemlon Humenné           | 2–1            | FC Spartak Trnava                 |        |
| 1996/1997 | ŠK Slovan Bratislava (9)     | 1–0 po prodl.  | 1. FC Tatran Prešov               |        |
| 1997/1998 | FC Spartak Trnava (5)        | 2–0            | 1. FC Košice                      |        |
| 1998/1999 | ŠK Slovan Bratislava (10)    | 3–0            | FK Dukla Banská Bystrica          |        |
| 1999/2000 | FK Inter Bratislava (5)      | 1–1 (4–2 pen.) | 1. FC Košice                      |        |
| 2000/2001 | FK Inter Bratislava (6)      | 1–0            | MFK Ružomberok                    |        |
| 2001/2002 | FK VTJ Koba Senec            | 1–1 (4–2 pen.) | ŠK Matador Púchov                 |        |
| 2002/2003 | ŠK Matador Púchov            | 2–1            | ŠK Slovan Bratislava              |        |
| 2003/2004 | FC Artmedia Petržalka        | 2–0            | FC Steel Trans Ličartovce         |        |
| 2004/2005 | FK Dukla Banská Bystrica (2) | 2–1            | FC Artmedia Bratislava            |        |
| 2005/2006 | MFK Ružomberok               | 0–0 (4–3 pen.) | FC Spartak Trnava                 |        |
| 2006/2007 | FC ViOn Zlaté Moravce        | 4–0            | FC Senec                          |        |
| 2007/2008 | FC Artmedia Petržalka (2)    | 1–0            | FC Spartak Trnava                 |        |
| 2008/2009 | MFK Košice                   | 3–1            | FC Artmedia Petržalka             |        |
| 2009/2010 | ŠK Slovan Bratislava (11)    | 6–0            | FC Spartak Trnava                 |        |
| 2010/2011 | ŠK Slovan Bratislava (12)    | 3–3 (5–4 pen.) | MŠK Žilina                        |        |
| 2011/2012 | MŠK Žilina                   | 3–2 po prodl.  | FK Senica                         |        |
| 2012/2013 | ŠK Slovan Bratislava (13)    | 2–0            | MŠK Žilina                        | [ 5 ]  |
| 2013/2014 | MFK Košice (2)               | 2–1            | ŠK Slovan Bratislava              | [ 6 ]  |
| 2014/2015 | FK AS Trenčín                | 2–2 (3–2 pen.) | FK Senica                         | [ 7 ]  |
| 2015/2016 | FK AS Trenčín (2)            | 3–1            | ŠK Slovan Bratislava              | [ 8 ]  |
| 2016/2017 | ŠK Slovan Bratislava (14)    | 3–0            | MFK Skalica                       | [ 9 ]  |
| 2017/2018 | ŠK Slovan Bratislava (15)    | 3–1            | MFK Ružomberok                    | [ 10 ] |
| 2018/2019 | FC Spartak Trnava (6)        | 3–3 (4–1 pen.) | MŠK Žilina                        | [ 11 ] |
| 2019/2020 | ŠK Slovan Bratislava (16)    | 1–0            | MFK Ružomberok                    |        |
| 2020/2021 | ŠK Slovan Bratislava (17)    | 2–1 (prodl.)   | MŠK Žilina                        |        |
| 2021/2022 | FC Spartak Trnava (7)        | 2–1 (prodl.)   | ŠK Slovan Bratislava              |        |
| 2022/2023 | FC Spartak Trnava (8)        | 3–1 (prodl.)   | ŠK Slovan Bratislava              |        |
| 2023/2024 | MFK Ružomberok (1)           | 1–0            | FC Spartak Trnava                 |        |

- Poznámky: Číslo v závorce udává, o kolikáté vítězství se jedná (včetně československého poháru), není-li, jedná se o premiérové vítězství.

## Tabulka počtu vítězství v Slovenském poháru
- Do tabulky se počítají všechna vítězství a prohraná finále v oficiálních ročnících Slovenského poháru, tj. v letech 1969–1993 a od roku 1993.
- Vítězství od roku 1993 jsou vyznačena tučně.

| Vítězové Slovenského poháru 1969–2023 | Vítězové Slovenského poháru 1969–2023 | Vítězové Slovenského poháru 1969–2023 | Vítězové Slovenského poháru 1969–2023 |
| ------------------------------------- | ------------------------------------- | ------------------------------------- | --- |
| Klub                                  | Tituly                                | Finalista                             | Vítězné ročníky |
| ŠK Slovan Bratislava                  | 17                                    | 7                                     | 1969/70, 1971/72, 1973/74, 1975/76, 1981/82, 1982/83, 1988/89, 1993/94, 1996/97, 1998/99, 2009/10, 2010/11, 2012/13, 2016/17, 2017/18, 2019/20, 2020/21 |
| FC Spartak Trnava                     | 8                                     | 8                                     | 1970/71, 1974/75, 1979/80, 1990/91, 1997/98, 2018/19, 2021/2022, 2022/2023                                                                              |
| FK Inter Bratislava                   | 6                                     | 2                                     | 1983/84, 1987/88, 1989/90, 1994/95, 1999/2000, 2000/01                                                                                                  |
| 1. FC Košice                          | 3                                     | 3                                     | 1972/73, 1979/80, 1992/93 |
| FC Lokomotíva Košice                  | 3                                     | 1                                     | 1976/77, 1978/79, 1984/85 |
| FK Dukla Banská Bystrica              | 2                                     | 3                                     | 1980/81, 2004/05 |
| FC Artmedia Petržalka                 | 2                                     | 3                                     | 2003/04, 2007/08 |
| MFK Košice                            | 2                                     | —                                     | 2008/09, 2013/14 |
| FK AS Trenčín                         | 2                                     | —                                     | 2014/15, 2015/16 |
| TTS Trenčín                           | 1                                     | —                                     | 1977/78 |
| DAC Dunajská Streda                   | 1                                     | 2                                     | 1986/87 |
| 1. FC Tatran Prešov                   | 1                                     | 4                                     | 1991/92 |
| ŠK Futura Humenné                     | 1                                     | —                                     | 1995/96 |
| FC Senec                              | 1                                     | 1                                     | 2001/02 |
| MŠK Púchov                            | 1                                     | 1                                     | 2002/03 |
| MFK Ružomberok                        | 2                                     | 3                                     | 2005/06, 2023/24 |
| FC ViOn Zlaté Moravce                 | 1                                     | —                                     | 2006/07 |
| MŠK Žilina                            | 1                                     | 8                                     | 2011/12 |

- Finálové účasti týmů, které nikdy nevyhrály: FC Nitra (4), FK Senica (2), FC Steel Trans Ličartovce, ZVL Považská Bystrica, MFK Skalica